# Tristan M'Bongo
Tristan M'Bongo est un joueur international congolais né le 27 décembre 1982 à Kinshasa.

## Biographie

### En club
Né à Kinshasa, Tristan M'Bongo arrive dès l'âge de 5 ans en France. Il effectue son parcours junior dans des clubs amateurs avant de rejoindre Albi, club de CFA, où il s'impose comme un titulaire incontournable. En 2007, il décide d'aller jouer à Luzenac, qui joue alors encore en CFA. Avec Luzenac, il termine la saison en tant que co-meilleur buteur du club avec 8 réalisations. Ce dernier termine champion de son groupe en CFA la saison suivante et accède au National pour la première fois de son histoire. La saison 2009-2010 sera celle de la consécration pour M'Bongo : Il termine la saison avec 17 buts et est le meilleur buteur du club. Ses performances attirent l'œil des recruteurs du RC Strasbourg, qui l'enrôlent en juillet 2010 après la descente du club en National. Après une saison blanche dans le club strasbourgeois, il décide de retourner à Luzenac.

### Sélection nationale
Il honore son unique cape avec le Congo le 21 mai 2010 contre l'Arabie saoudite. Le match s'achève par une défaite 2-0.

## Palmarès
- Champion de CFA en 2009 avec Luzenac